# Списький Грушов
Списький Грушов (словац. Spišský Hrušov) — село в окрузі Спішска Нова Вес Кошицького краю Словаччини. Площа села 13,07 км². Станом на 31 грудня 2015 року в селі проживав 1261 житель.

## Історія
Перші згадки про село датуються 1253 роком.

## Географія
Протікає річка Лодина.

## Населення
| Рік:            | 1994. | 2004.   | 2014.   | 2024.   |
| --------------- | ----- | ------- | ------- | ------- |
| Кількість осіб: | 1195  | 1269    | 1261    | 1327    |
| Різниця:        |       | +6,19 % | -0,63 % | +5,23 % |

| Рік:            | 2023. | 2024.   |
| --------------- | ----- | ------- |
| Кількість осіб: | 1332  | 1327    |
| Різниця:        |       | -0,37 % |